# Dyskografia Bastille
Dyskografia Bastille – brytyjskiego indierockowego zespołu składa się z trzech albumów studyjnych, jednej kompilacji, trzech minialbumów oraz dwudziestu czterech singli.
Zespół powstał w roku 2010 jako solowy projekt piosenkarza Dana Smitha, który następnie zadecydował o stworzeniu kwartetu, w skład którego wchodzą: Kyle Simmons (klawisze, bębny), Will Farquarson (gitara basowa) oraz Chris „Woody” Wood (perkusja). W lipcu 2011 został wydany przez niezależną wytwórnię płytową Young and Lost Club ich debiutancki singel „Flaws/Icarus”. W grudniu 2011 wytwórnia Virgin Records zaoferowała kontrakt płytowy zespołowi.
4 marca 2013 roku został wydany ich debiutancki album studyjny, zatytułowany Bad Blood, który uzyskał status podwójnej platynowej płyty w Wielkiej Brytanii oraz złotej w Australii, Austrii, Belgii, Kanadzie, Niemczech i w Polsce. Singlami pochodzącymi z tego wydawnictwa są „Overjoyed”, „Bad Blood”, „Flaws”, „Pompeii”, „Laura Palmer” oraz „Things We Lost in the Fire”. 25 listopada 2013 roku została wydana kompilacja, zatytułowana All This Bad Blood, na której znalazł się singel „Of the Night”, który dotarł do drugiego miejsca na liście przebojów UK Singles Chart i Irish Singles Chart. Uzyskał także status platynowej płyty w Australii oraz złotej w Wielkiej Brytanii, Danii i w Niemczech.

## Albumy studyjne
| Rok  | Dane dot. albumu                                                                                             | Najwyższe pozycje na listach | Najwyższe pozycje na listach | Najwyższe pozycje na listach | Najwyższe pozycje na listach | Najwyższe pozycje na listach | Najwyższe pozycje na listach | Najwyższe pozycje na listach | Najwyższe pozycje na listach | Najwyższe pozycje na listach | Najwyższe pozycje na listach | Najwyższe pozycje na listach | Najwyższe pozycje na listach | Najwyższe pozycje na listach | Najwyższe pozycje na listach | Najwyższe pozycje na listach | Najwyższe pozycje na listach | Najwyższe pozycje na listach | Certyfikat |
| Rok  | Dane dot. albumu                                                                                             | UK                           | AUS                          | AUT                          | BEL (FLA)                    | BEL (WAL)                    | CAN                          | FRA                          | GER                          | IRL                          | ITA                          | NLD                          | NZL                          | NOR                          | POR                          | SWE                          | SWI                          | USA                          | Certyfikat |
| ---- | --- | ---------------------------- | ---------------------------- | ---------------------------- | ---------------------------- | ---------------------------- | ---------------------------- | ---------------------------- | ---------------------------- | ---------------------------- | ---------------------------- | ---------------------------- | ---------------------------- | ---------------------------- | ---------------------------- | ---------------------------- | ---------------------------- | ---------------------------- | --- |
| 2013 | Bad Blood - Wydany: 4 marca 2013 - Wytwórnia: EMI Records, Virgin Records - Format: CD, LP, digital download | 1                            | 10                           | 31                           | 6                            | 58                           | 19                           | 103                          | 23                           | 5                            | 33                           | 9                            | 28                           | 10                           | 30                           | 42                           | 15                           | 11                           | - UK: 3× platyna - AUS: złoto - AUT: platyna - BEL: złoto - CAN: złoto - GER: złoto - IRL: złoto - POL: platyna - SWE: złoto - USA: złoto |
| 2016 | Wild World - Wydany: 9 września 2016 - Wytwórnia: EMI Records, Virgin Records - Format: CD, digital download | 1                            | 7                            | 5                            | 2                            | 14                           | 7                            | 52                           | 6                            | 2                            | 9                            | 4                            | 12                           | 14                           | 16                           | 32                           | 5                            | 4                            | - UK: złoto |
| 2019 | Doom Days - Wydany: 14 czerwca 2019 - Wytwórnia: EMI Records, Virgin Records - Format: CD, digital download  | 4                            | 21                           | 10                           | 5                            | 35                           | 30                           | –                            | 9                            | 18                           | 41                           | –                            | 30                           | 14                           | 22                           | 45                           | 8                            | 5                            | |

## Kompilacje
| Rok  | Dane dot. albumu | Najwyższe pozycje na listach | Najwyższe pozycje na listach | Najwyższe pozycje na listach | Najwyższe pozycje na listach | Najwyższe pozycje na listach | Najwyższe pozycje na listach | Najwyższe pozycje na listach |
| Rok  | Dane dot. albumu | DEN                          | FIN                          | GER                          | ITA                          | NZ                           | POL                          | SWI                          |
| ---- | --- | ---------------------------- | ---------------------------- | ---------------------------- | ---------------------------- | ---------------------------- | ---------------------------- | ---------------------------- |
| 2013 | All This Bad Blood - Wydany: 25 listopada 2013 - Wytwórnia: EMI Records, Virgin Records - Format: CD, digital download | 25                           | 27                           | 26                           | 52                           | 19                           | 50                           | 66                           |

## Albumy remiksowe
| Rok  | Dane dot. albumu                                                                                              |
| ---- | --- |
| 2013 | Remixed - Wydany: 22 października 2013 - Wytwórnia: Virgin Records - Format: digital download, płyta winylowa |

## EP
| 2011                                                        | Laura Palmer EP - Wydany: 14 listopada 2011 - Format: CD, digital download                                         | –   |
| 2012                                                        | iTunes Festival: London 2012 - Wydany: 11 września 2012 - Wytwórnia: Virgin Records - Format: CD, digital download | –   |
| 2013                                                        | Haunt EP - Wydany: 28 maja 2013 - Wytwórnia: Virgin Records - Format: CD, digital download                         | 104 |
| „–” oznacza, że minialbum nie był notowany na danej liście. | |     |

## Mixtape
| Rok                                                       | Dane dot. albumu                                                                                    | Najwyższe pozycje na listach | Najwyższe pozycje na listach |
| Rok                                                       | Dane dot. albumu                                                                                    | UK                           | USA                          |
| --------------------------------------------------------- | --------------------------------------------------------------------------------------------------- | ---------------------------- | ---------------------------- |
| 2012                                                      | Other People’s Heartache - Wydany: 2012 - Format: digital download                                  | –                            | –                            |
| 2012                                                      | Other People’s Heartache, Pt. 2 - Wydany: grudzień 2012 - Format: digital download                  | –                            | –                            |
| 2014                                                      | VS. (Other People’s Heartache, Pt. III) - Wydany: 8 grudnia 2014 - Format: CD, LP, digital download | 45                           | 87                           |
| 2018                                                      | Other People’s Heartache, Pt. 4 - Wydany: 7 grudnia 2018 - Format: digital download                 | –                            | –                            |
| „–” oznacza, że mixtape nie był notowany na danej liście. | |                              |                              |

## Single
| Rok                                                      | Tytuł                               | Najwyższe pozycje na listach | Najwyższe pozycje na listach | Najwyższe pozycje na listach | Najwyższe pozycje na listach | Najwyższe pozycje na listach | Najwyższe pozycje na listach | Najwyższe pozycje na listach | Najwyższe pozycje na listach | Najwyższe pozycje na listach | Najwyższe pozycje na listach | Najwyższe pozycje na listach | Najwyższe pozycje na listach | Najwyższe pozycje na listach | Najwyższe pozycje na listach | Najwyższe pozycje na listach | Najwyższe pozycje na listach | Najwyższe pozycje na listach | Najwyższe pozycje na listach | Najwyższe pozycje na listach | Certyfikat | Album                                   |
| Rok                                                      | Tytuł                               | UK                           | AUS                          | AUT                          | BEL (FL)                     | BEL (WAL)                    | CAN                          | DEN                          | ESP                          | FRA                          | GER                          | IRL                          | ITA                          | NLD                          | NZ                           | NOR                          | POL                          | SWE                          | SWI                          | USA                          | Certyfikat | Album                                   |
| -------------------------------------------------------- | ----------------------------------- | ---------------------------- | ---------------------------- | ---------------------------- | ---------------------------- | ---------------------------- | ---------------------------- | ---------------------------- | ---------------------------- | ---------------------------- | ---------------------------- | ---------------------------- | ---------------------------- | ---------------------------- | ---------------------------- | ---------------------------- | ---------------------------- | ---------------------------- | ---------------------------- | ---------------------------- | --- | --------------------------------------- |
| 2011                                                     | „Flaws/Icarus”                      | –                            | –                            | –                            | –                            | –                            | –                            | –                            | –                            | –                            | –                            | –                            | –                            | –                            | –                            | –                            | –                            | –                            | –                            | –                            | | —                                       |
| 2012                                                     | „Overjoyed”                         | –                            | –                            | –                            | –                            | –                            | –                            | –                            | –                            | –                            | –                            | –                            | –                            | –                            | –                            | –                            | –                            | –                            | –                            | –                            | | Bad Blood                               |
| 2012                                                     | „Bad Blood”                         | 90                           | –                            | –                            | 55                           | –                            | –                            | –                            | –                            | –                            | –                            | –                            | –                            | –                            | –                            | –                            | –                            | –                            | –                            | 95                           | | Bad Blood                               |
| 2012                                                     | „Flaws”                             | 21                           | –                            | –                            | 57                           | –                            | –                            | –                            | –                            | –                            | –                            | –                            | –                            | –                            | –                            | –                            | –                            | –                            | –                            | –                            | | Bad Blood                               |
| 2013                                                     | „Pompeii”                           | 2                            | 4                            | 3                            | 3                            | 35                           | 6                            | 21                           | –                            | 96                           | 6                            | 1                            | 2                            | 18                           | 8                            | 13                           | 4                            | 6                            | 5                            | 5                            | - UK: 3x platynowa płyta - AUS: 4× platynowa płyta - BEL: 2x platynowa płyta - CAN: 3× platynowa płyta - DEN: 2× platynowa płyta - GER: 3x złota płyta - NZ: platynowa płyta - SWE: 3× platynowa płyta - SWI: złota płyta - USA: 6× platynowa płyta | Bad Blood                               |
| 2013                                                     | „Laura Palmer”                      | 42                           | 26                           | –                            | 12                           | –                            | –                            | –                            | –                            | –                            | –                            | 29                           | –                            | –                            | –                            | –                            | 8                            | –                            | –                            | –                            | | Bad Blood                               |
| 2013                                                     | „Things We Lost in the Fire”        | 28                           | –                            | 18                           | 10                           | 66                           | –                            | –                            | –                            | 68                           | 18                           | 38                           | –                            | 57                           | 19                           | –                            | 3                            | –                            | 53                           | –                            | | Bad Blood                               |
| 2013                                                     | „Of the Night”                      | 2                            | 6                            | 15                           | 39                           | 52                           | –                            | 22                           | 23                           | –                            | 10                           | 2                            | –                            | 88                           | 28                           | –                            | –                            | 39                           | 19                           | –                            | - UK: platynowa płyta - AUS: platynowa płyta - DEN: złota płyta - GER: złota płyta | All This Bad Blood                      |
| 2014                                                     | „Pompeii/Waiting All Night”         | 21                           | –                            | –                            | –                            | –                            | –                            | –                            | –                            | –                            | –                            | 42                           | –                            | –                            | –                            | –                            | –                            | –                            | –                            | –                            | | —                                       |
| 2014                                                     | „Oblivion”                          | 82                           | –                            | –                            | –                            | –                            | –                            | –                            | –                            | –                            | –                            | –                            | –                            | –                            | –                            | –                            | –                            | –                            | –                            | –                            | | Bad Blood                               |
| 2014                                                     | „Torn Apart”                        | 196                          | –                            | –                            | 54                           | –                            | –                            | –                            | –                            | –                            | –                            | –                            | –                            | –                            | –                            | –                            | –                            | –                            | –                            | –                            | | VS. (Other People’s Heartache, Pt. III) |
| 2016                                                     | „Good Grief”                        | 13                           | –                            | 33                           | 20                           | –                            | –                            | –                            | –                            | –                            | 46                           | 53                           | 34                           | 47                           | –                            | –                            | 13                           | –                            | –                            | –                            | - UK: platynowa płyta | Wild World                              |
| 2016                                                     | „Send Them Off!”                    | 76                           | –                            | –                            | 50                           | –                            | –                            | –                            | –                            | –                            | –                            | –                            | –                            | –                            | –                            | –                            | –                            | –                            | –                            | –                            | | Wild World                              |
| 2016                                                     | „Blame”                             | –                            | –                            | –                            | 52                           | –                            | –                            | –                            | –                            | –                            | –                            | –                            | –                            | –                            | –                            | –                            | –                            | –                            | –                            | –                            | | Wild World                              |
| 2017                                                     | „Glory”                             | –                            | –                            | –                            | 75                           | –                            | –                            | –                            | –                            | –                            | –                            | –                            | –                            | –                            | –                            | –                            | –                            | –                            | –                            | –                            | | Wild World                              |
| 2017                                                     | „World Gone Mad”                    | 66                           | –                            | –                            | 36                           | –                            | –                            | –                            | –                            | –                            | –                            | –                            | –                            | –                            | –                            | –                            | –                            | 99                           | 78                           | –                            | | Bright: The Album                       |
| 2018                                                     | „Quarter Past Midnight”             | 65                           | –                            | –                            | 29                           | –                            | –                            | –                            | –                            | –                            | –                            | –                            | –                            | 76                           | –                            | –                            | –                            | –                            | –                            | –                            | | Doom Days                               |
| 2018                                                     | „Happier” (z Marshmello)            | 2                            | 3                            | 3                            | 8                            | 5                            | 2                            | 9                            | 34                           | 24                           | 9                            | 2                            | 11                           | 5                            | 3                            | 7                            | 57                           | 4                            | 10                           | 2                            | - UK: platynowa płyta - AUS: 4x platynowa płyta - CAN: 3x platynowa płyta - GER: złota płyta - NZ: 2x platynowa płyta - SWE: złota płyta - USA: 2x platynowa płyta - POL: 4x platynowa płyta                                                        | —                                       |
| 2018                                                     | „Grip” (z Seeb)                     | –                            | –                            | –                            | 32                           | –                            | –                            | –                            | –                            | –                            | –                            | 95                           | –                            | 69                           | –                            | 25                           | –                            | –                            | –                            | –                            | | Other People's Heartache: Vol 4         |
| 2019                                                     | „Doom Days”                         | 65                           | –                            | –                            | –                            | –                            | –                            | –                            | –                            | –                            | –                            | –                            | –                            | –                            | –                            | –                            | –                            | –                            | –                            | –                            | | Doom Days                               |
| 2019                                                     | „Joy”                               | 46                           | –                            | –                            | 24                           | –                            | –                            | –                            | –                            | –                            | –                            | 55                           | –                            | 28                           | –                            | –                            | –                            | –                            | –                            | –                            | | Doom Days                               |
| 2019                                                     | „Those Nights”                      | –                            | –                            | –                            | –                            | –                            | –                            | –                            | –                            | –                            | –                            | –                            | –                            | –                            | –                            | –                            | –                            | –                            | –                            | –                            | | Doom Days                               |
| 2019                                                     | „Bad Decisions”                     | –                            | –                            | –                            | –                            | –                            | –                            | –                            | –                            | –                            | –                            | –                            | –                            | –                            | –                            | –                            | –                            | –                            | –                            | –                            | | Doom Days                               |
| 2024                                                     | „Head Down” (oraz Lost Frequencies) |                              |                              |                              |                              |                              |                              |                              |                              |                              |                              |                              |                              |                              |                              |                              |                              |                              |                              |                              | - POL: złota płyta | All Stand Together                      |
| „–” oznacza, że singel nie był notowany na danej liście. |                                     |                              |                              |                              |                              |                              |                              |                              |                              |                              |                              |                              |                              |                              |                              |                              |                              |                              |                              |                              | |                                         |

### Inne notowane utwory
| Rok                                                     | Tytuł               | Najwyższe pozycje na listach | Album                                   |
| Rok                                                     | Tytuł               | UK                           | Album                                   |
| ------------------------------------------------------- | ------------------- | ---------------------------- | --------------------------------------- |
| 2013                                                    | „Poet”              | 121                          | All This Bad Blood                      |
| 2013                                                    | „The Silence”       | 113                          | All This Bad Blood                      |
| 2013                                                    | „The Draw”          | 104                          | All This Bad Blood                      |
| 2013                                                    | „What Would You Do” | 124                          | All This Bad Blood                      |
| 2013                                                    | „Skulls”            | 169                          | All This Bad Blood                      |
| 2014                                                    | „bad_news”          | 98                           | VS. (Other People's Heartache, Pt. III) |
| 2016                                                    | „Fake It”           | 83                           | Wild World                              |
| „–” oznacza, że utwór nie był notowany na danej liście. |                     |                              |                                         |

## Teledyski
| Rok  | Tytuł                        | Reżyser                     |
| ---- | ---------------------------- | --------------------------- |
| 2012 | „Overjoyed”                  | Courtney Phillips           |
| 2012 | „Get Home”                   | Gregory Nolan               |
| 2012 | „Bad Blood”                  | Olivier Groulx              |
| 2012 | „Flaws”                      | Austin Peters               |
| 2013 | „Pompeii”                    | Jesse John Jenkins          |
| 2013 | „Laura Palmer”               | Austin Peters               |
| 2013 | „Things We Lost in the Fire” | Naor Aloni                  |
| 2013 | „Of the Night”               | Dave Ma                     |
| 2014 | „Oblivion”                   | Austin Peters               |
| 2014 | „bad_news”                   | Tom Middleton               |
| 2014 | „Torn Apart (VS. Grades)”    | Keith Schofield             |
| 2016 | „Good Grief”                 | NYSU                        |
| 2016 | „Fake It”                    | Crooked Cynics              |
| 2016 | „Send Them Off!”             | Nieznany                    |
| 2016 | „Blame”                      | Elliott Sellers             |
| 2017 | „Glory”                      | Daniel Bereton              |
| 2017 | „World Gone Mad”             | Brendan Vaughan, RJ Sanchez |
| 2018 | „Quarter Past Midnight”      | Austin Peters               |
| 2019 | „Doom Days”                  | —                           |
| 2019 | „Joy”                        | —                           |
| 2019 | „Those Nights”               | Crooked Cynics              |
| 2019 | „Bad Decisions”              | —                           |